# Dança Comigo
Dança Comigo é um concurso de talentos transmitido pela RTP1 em que personalidades famosas dançam vários estilos. A primeira temporada deste programa foi apresentada por Catarina Furtado e Sílvia Alberto. As segunda, terça e quarta temporadas foram apresentadas por Catarina Furtado. Em 2023 o formato regressa com apresentação de Sílvia Alberto.

## Participantes
Este programa já recebeu celebridades portuguesas como:
- Ana Guiomar
- Ana Rocha
- Benedita Pereira
- Carla Andrino (2 temporadas)
- César Mourão
- Cristina Homem de Mello
- Daniela Ruah
- Dina Aguiar
- Edmundo Vieira
- Heitor Lourenço (2 temporadas)
- Hélio Pestana
- Henrique Feist
- Inês Castel-Branco
- Isabel Figueira (2 temporadas)
- João Baptista
- Joaquim Monchique
- Jorge Gabriel
- José Fidalgo
- Liliana Santos (2 temporadas)
- Luciana Abreu
- Maria Vieira
- Marina Mota
- Marta Fernandes
- Marta Melro
- Merche Romero
- Miguel Góis
- Odete Santos
- Paco Bandeira
- Paula Neves
- Paulo Rocha
- Ricardo Araújo Pereira
- Rita Pereira
- Sofia Aparício
- Sónia Araújo
- Susana Félix
- Tiago Castro (2 temporadas)
- Tiago Dores
- Vítor Fonseca
- Zé Diogo Quintela
- Diogo Martins
- Joana Pais de Brito
- Carolina Torres
- Ana Garcia Martins
- José Carlos Malato
- Joaquim Nicolau
- Inês Aires Pereira
- Duarte Gomes
- Patrícia Tavares
- Marina Albuquerque
- Nuno Delgado
- Melão
- Francisco Garcia
- Isabel Silva
- Mia Rose
- João Mota

## Características do programa
Emtre 2007 e 2009, do júri fizeram parte João Baião , São José Lapa, Marco Di Camillis, Rita Blanco(4ªT.) e um membro do júri diferente todas as semanas.
Dos cantores residentes fizeram entre 2007 e 2009, parte Rui Drummond, Teresa Radamanto e Raquel Ferreira.
A direção musical e a música original do genérico são da autoria de Fernando Martins.
A produção musical é de Alexandra Valentim, Fernando Martins e Fernando Abrantes.
Em 2023, o painel de jurados é composto por Noua Wong, Filipe La Féria, Sónia Araújo e um jurado convidado diferente todas as semanas. Desta edição os cantores residentes são Ricardo Soler e Catarina Clau.
É formato internacional, criado pela BBC, chamado Strictly Come Dancing, e que foi transmitido pelo canal americano ABC com o título Dancing with the Stars.

## Temporadas
| Temporada | Apresentação                      | Júri 1          | Júri 2        | Júri 3            | Júri 4    |
| --------- | --------------------------------- | --------------- | ------------- | ----------------- | --------- |
| 1         | Catarina Furtado e Sílvia Alberto | João Baião      | São José Lapa | Marco Di Camillis | Convidado |
| 2         | Catarina Furtado                  | João Baião      | São José Lapa | Marco Di Camillis | Convidado |
| 3         | Catarina Furtado                  | João Baião      | São José Lapa | Marco Di Camillis | Convidado |
| 4         | Catarina Furtado                  | Rita Blanco     | São José Lapa | Marco Di Camillis | Convidado |
| 5         | Sílvia Alberto                    | Filipe La Féria | Sónia Araújo  | Noua Wong         | Convidado |

| # | Eps. | Duração                 | Duração                | Casais na final    | Casais na final | Casais na final |
| - | ---- | ----------------------- | ---------------------- | ------------------ | --------------- | --------------- |
| # | Eps. | Estreia                 | Final                  | Vencedores         | 2.º lugar       | 3.º lugar       |
| 1 | 18   | 11 de fevereiro de 2006 | 17 de junho de 2006    | Daniela Ruah       | Carla Andrino   |                 |
| 2 | 17   | 16 de setembro de 2006  | 31 de dezembro de 2006 | Sónia Araújo       | Patrícia Bull   |                 |
| 3 | 14   | 31 de março de 2007     | 30 de juho de 2007     | Luciana Abreu      | Raquel Tavares  |                 |
| 4 | 17   | 9 de fevereiro de 2008  | 28 de junho de 2008    | Vítor Fonseca      | Marta Fernandes |                 |
| 5 | 10   | 29 de janeiro de 2023   | 2 de abril de 2023     | Inês Aires Pereira | Catarina Maia   |                 |

- Na 1.ª temporada a vencedora foi Daniela Ruah.
- No dia 31 de Dezembro de 2006 foi a final da 2.ª temporada, tendo-a vencido Sónia Araújo.
- A 3.ª temporada' terminou sábado dia 30 de junho de 2007, tendo como vencedora a cantora e actriz Luciana Abreu.
- A 9 de Fevereiro de 2008 iniciou a 4.ª temporada, de novo com apresentação de Catarina Furtado. A 28 de Junho de 2008 realizou-se mais uma grande final no Campo Pequeno, no qual saiu vencedor o o cantor e bailarino Vítor Fonseca.
- A 29 de janeiro de 2023 iniciou a 5.ª temporada, com apresentação de Sílvia Alberto. A 2 de abril de 2023 realizou-se a final , no qual saiu vencedora a atriz Inês Aires Pereira.